# Sydney Darts Masters
Das Sydney Darts Masters war ein Dartturnier, das von der PDC im Rahmen der World Series of Darts veranstaltet wurde. Der Wettbewerb wurde von 2013 bis 2016 ausgetragen.
Phil Taylor entschied jede der vier Austragungen für sich.

## Qualifikation
Das Teilnehmerfeld bestand aus bis sechzehn Spielern. Acht davon waren gesetzt, die anderen acht gegebenenfalls ungesetzt.
Vor der Saison wurden zusätzlich zu den Top 6 der PDC Order of Merit zwei weitere Wildcards vergeben. Diese acht Spieler bildeten bei jedem Turnier der World-Series-Serie die acht gesetzten Spieler. Zudem hatten acht regionale Spieler die Möglichkeit, sich als ungesetzte Spieler zu qualifizieren.

## Preisgeld
Das Preisgeld für das Sydney Darts Masters wurde nicht offiziell bekannt gegeben.
Da es sich um ein Einladungsturnier handelte, wurden die erspielten Preisgelder bei der Berechnung der PDC Order of Merit nicht berücksichtigt.

## Finalergebnisse
| Jahr | Austragungsort                    | Sieger      | Ergebnis | Finalist           | Sponsor    | Preisgeld  | Preisgeld |
| Jahr | Austragungsort                    | Sieger      | Ergebnis | Finalist           | Sponsor    | Gesamt     | Sieger    |
| ---- | --------------------------------- | ----------- | -------- | ------------------ | ---------- | ---------- | --------- |
| 2013 | Luna Park, Sydney                 | Phil Taylor | 10 : 3   | Michael van Gerwen |            | 0£ 73.000  | 0£ 20.000 |
| 2014 | Hordern Pavillon, Sydney          | Phil Taylor | 11 : 3   | Stephen Bunting    | TAB.com.au | 0£ 73.000  | 0£ 20.000 |
| 2015 | Qantas Credit Union Arena, Sydney | Phil Taylor | 11 : 3   | Adrian Lewis       | Coral      | A$ 220.000 | A$ 60.000 |
| 2016 | The Star, Sydney                  | Phil Taylor | 11 : 9   | Michael van Gerwen | Ladbrokes  | n. A.      | n. A.     |